# Музей истории художественных промыслов Нижегородской области
Музей истории художественных промыслов Нижегородской области — музей в Нижнем Новгороде. Расположен по адресу: Нижний Новгород, улица Большая Покровская, дом 43.
Музей был открыт 17 июня 1975 года. Он создавался на основе фондов Нижегородского государственного историко-архитектурного музея-заповедника, начало комплектования которых относится ко второй половине XIX века. На первом этаже здания музея работает сувенирный магазин.

## Экспозиция
В музее представлено около 4 тысяч произведений декоративно-прикладного творчества мастеров Нижегородского края. Интерьеры музея позволяют посетителям ощутить атмосферу крестьянского жилища, купеческого дома, сельского храма. Экспозиция музея имеет следующие разделы:
- Резьба по дереву на крестьянском жилище и бытовых предметах:
  - городецкие пряничные доски
  - ложкарный промысел
- Церковная деревянная скульптура и другие культовые предметы
- Народная роспись по дереву:
  - хохломская
  - городецкая
  - полхов-майданская
- Резная, расписная и плетёная народная мебель
- Художественная обработка металла:
  - филигрань (казаковская филигрань)
  - ковка
  - медное и чугунное литьё (пурехские колокольчики)
  - производство замков
  - производство металлических шкатулок
  - производство ножей
  - ювелирный промысел
- Художественная обработка кости (варнавинская резная кость)
- Художественная обработка камня
- Народная керамика
- Народные ткани:
  - ручное ткачество (шахунские тканые узоры)
  - вышивка
  - набойка
  - кружевоплетение (балахнинское кружево)
  - строчевышивальный промысел
  - городецкое золотное шитьё
- Русский народный женский костюм Нижегородского края
- Народная игрушка Нижегородского края:
  - деревянная игрушка
  - глиняная игрушка

## Культурно-просветительская деятельность музея
В музее организуются встречи с мастерами традиционных художественных промыслов и ремёсел, проводятся мастер-классы по следующим направлениям:
- «Навыки работы с глиной» (изготовление традиционной посуды);
- «Основы традиционной народной росписи»;
- «Русская традиционная кукла»;
- Роспись пасхальных яиц — «писанок».

В музее проходят фольклорные праздники, включающие в себя экскурсию по музею, выступление фольклорных ансамблей, народные игры и хороводы.